# Waitaria Bay
Waitaria Bay ist eine kleine Siedlung im Marlborough District auf der Südinsel von Neuseeland.

## Geographie
Die Siedlung befindet sich rund 15 km nordnordöstlich von Picton in der Waitaria Bay des Kenepuru Sound, einem Meeresarm der Marlborough Sounds. Anschluss an Havelock und Picton hat die Siedlung über den Landweg nur über eine rund 55 km lange kurvenreiche Küstenstraße bis Linkwater und von dort aus weitere 12 km bis Havelock bzw. weitere 20 km bis Piction.

## Bildungswesen
Die Siedlung verfügt mit der Waitaria Bay School über eine Grundschule mit den Jahrgangsstufen 1 bis 8. Im Jahr 2015 besuchten 13 Schüler die Schule. Die Schule eröffnete 1897.